# John Alvin
John Alvin Hoffstadt (Chicago, 24 ottobre 1917 – Thousand Oaks, 27 febbraio 2009) è stato un attore statunitense.

## Filmografia parziale

### Cinema
- Destinazione Tokio (Destination Tokyo), regia di Delmer Daves (1943)
- La famiglia Sullivan (The Fighting Sullivans), regia di Lloyd Bacon (1944)
- Obiettivo Burma! (Objective, Burma!), regia di Raoul Walsh (1945)
- Duello a S. Antonio (San Antonio), regia di David Butler (1945)
- Il mistero delle 5 dita (The Beast with Five Fingers), regia di Robert Florey (1946)
- Notte di bivacco (Cheyenne), regia di Raoul Walsh (1947)
- Gli occhi che non sorrisero (Carrie), regia di William Wyler (1952)
- Immersione rapida (Torpedo Alley), regia di Lew Landers (1952)
- Aprile a Parigi (April in Paris), regia di David Butler (1952)
- Ovunque nel tempo (Somewhere in Time), regia di Jeannot Szwarc (1980)
- Lezioni di anatomia (Milk Money), regia di Richard Benjamin (1994)

### Televisione
- The Living Christ Series – serie TV (1951)
- Il cavaliere solitario (The Lone Ranger) – serie TV (1949-1952)
- Schlitz Playhouse of Stars – serie TV (1954-1955)
- The Whistler – serie TV, episodio 1x28 (1955)
- Scienza e fantasia (Science Fiction Theatre) – serie TV, episodio 1x11 (1955)
- Navy Log – serie TV, episodio 1x10 (1955)
- Four Star Playhouse – serie TV (1953-1956)
- Wire Service – serie TV, episodio 1x04 (1956)
- Perry Mason – serie TV (1958-1962)
- Rescue 8 – serie TV, episodio 1x29 (1959)
- June Allyson Show (The DuPont Show with June Allyson) – serie TV, episodio 2x06 (1960)
- The Dick Powell Show – serie TV, episodio 2x13 (1962)
- The Beverly Hillbillies – serie TV (1964-1967)
- Io e i miei tre figli (My Three Sons) – serie TV (1963-1971)
- La signora in giallo (Murder, She Wrote) – serie TV, episodio 2x15 (1986)
- Beautiful (The Bold and the Beautiful) – serie TV (1991)

## Doppiatori italiani
Nelle versioni in italiano delle opere in cui ha recitato, John Alvin è stato doppiato da:
- Vittorio Battarra in Lezioni di anatomia
- Gianni Marzocchi in Ovunque nel tempo
- Valerio Ruggeri in La signora in giallo